# Zeven
Zeven är en stad i Landkreis Rotenburg i förbundslandet Niedersachsen i Tyskland.
Staden ingår i kommunalförbundet Samtgemeinde Zeven tillsammans med ytterligare tre kommuner.

## Historia
Under det trettioåriga kriget erövrade den katolska ligan under Johann Tilly Bremens ärkestift 1627–1628. Denna erövring gjorde det möjligt för Ferdinand II att genomföra restitutionsediktet 6 mars 1629, inom Bremens och Verdens ärkestift. Klostret i Zeven (som fortsatte med romersk-katolsk ritual) blev ett starkt fäste för återkatoliseringen inom motreformationen. Nunnorna, som hade konverterat till lutherdomen, förvisades från klostret.
År 1632 återerövrade trupper under Johan Fredrik av Schleswig-Holstein-Gottorp ärkestiftet med hjälp av trupper från Sverige och staden Bremen. Klostret upplöstes. Vid westfaliska freden  blev ärkestiftet omvandlat till hertigdömet Bremen år 1648, vilket – tillsammans med furstendömet Verden – först gavs som krigsbyte på grund av sitt deltagande i det trettioåriga kriget till  att regeras i personalunion av den svenska kronan. Dessa två förläningar till svenskarna kallas därför i dagligt tal för Bremen-Verden. Drottning Kristina installerades som hertiginna av Bremen och prinsessa av Verden i sitt residens i det som nu kallas Drottning Kristinas hus i Zeven, den äldsta bestående världsliga byggnaden i staden.
Liksom i själva Sverige förlorade de konstitutionella och administrativa organisationerna i de svenska besittningarna gradvis sin makt på grund av den fortgående centraliseringen. Bremen-Verdens stånd fick allt mindre inflytande och sammankallades allt mer sällan. Efter 1692 hade de i stort sett upphört. Detta ledde till betydande oro, så i maj 1694 sammanträdde representanter för Sveriges ledning för Bremen-Verden med stånden i det tidigare klostret i Zeven för att diskutera hertigdömenas framtida status.